# Adrianne Lenker
Adrianne Elizabeth Lenker (Indianapolis, 9 luglio 1991) è una cantante e chitarrista statunitense.
Nota come vocalist del gruppo Big Thief, di cui fa parte dal 2015, è attiva fin da ragazza anche come solista.

## Biografia
Lenker nasce a Indianapolis ed è cresciuta in una setta cristiana fino all'età di 6 anni, ma ha vissuto principalmente in Minnesota. I suoi genitori affittavano case nelle aree di Coon Rapids, Nisswa e Bloomington in Minnesota prima di stabilirsi a Plymouth dove restarono per dieci anni. Trascorse numerosi estati viaggiando nel midwest e vivendo in un furgone Ford. Lenker inizia a scrivere canzoni a otto anni e a tredici, nel 2006, registra il primo album Stages of the Sun. La sua altra passione principale oltre la musica è il Taekwondo e le arti marziali infatti è stata anche campione nazionale di karate per tre anni. Lenker non ha frequentato il liceo ma ha ricevuto il suo certificato GED a soli 16 anni. Ha successivamente frequentato il Berklee College of Music grazie ad una borsa di studio  fornita da Susan Tedeschi della Tedeschi Trucks Band.
Nel 2014 viene pubblicato il suo secondo album Hours Were the Birds. Successivamente escono due EP realizzati con Buck Meek: a-sides e b-sides.
Nel 2015 Lenker e Buck Meek formano la band Big Thief. Lenker e Meek oltre a collaborare musicalmente si sposano quando Adrianne aveva 24 anni e divorziano poco dopo nel 2018. Nel 2019 Lenker pubblica il suo terzo album solista abysskiss il 5 Ottobre 2018. Due anni più tardi, il 23 ottobre 2020,  vengono pubblicati lo stesso giorno due nuovi album solisti: Songs e Instrumentals.

## Discografia
Solista
- 2006 - Stages of the Sun
- 2006 - Live at the Southern
- 2014 - Hours Were the Birds
- 2014 - a-sides (EP con Buck Meek)
- 2014 - b-sides (EP con Buck Meek)
- 2018 - Abysskiss
- 2020 - Songs
- 2020 - Instrumentals
- 2024 - Bright Future

con i Big Thief
- 2016 - Masterpiece
- 2017 - Capacity
- 2019 - U.F.O.F.
- 2019 - Two Hands
- 2022 - Dragon New Warm Mountain I Believe In You